# Герас, Норман
Норман Герас (англ. Norman Geras, 25 августа 1943 — 18 октября 2013) — политический теоретик, исследователь творчества Карла Маркса и Розы Люксембург, профессор политологии Манчестерского университета.

## Биография
Родился в Булавайо, Южная Родезия, в еврейской семье. Переехал в Великобританию 1962 года, учился в Пембрук-колледже Оксфорда, который окончил в 1965 году. В 1965—1967 годах был аспирантом в Наффилд-колледже Оксфорда, с 1967 года начал преподавать в университете Манчестера.
Был членом редколлегии «New Left Review» в 1976—1992 годах и «Socialist Register» в 1995—2003 гг.. С 2003 года — профессор-скандинавист. После выхода на пенсию начал вести блог, сосредоточен на политических вопросах, в частности вторжении в Ирак (которое он поддержал), его научных интересах, и ряде других тем — популярной музыке, крикете и фильмах. В 2006 году стал одним из основных авторов Euston Manifesto.
Женился на детской писательнице Адель Герас в 1967 году. Одна из их дочерей, Софи Ханна, — поэтесса.